# Án lệ 36/2020/AL
Án lệ 36/2020/AL về hiệu lực của hợp đồng thế chấp quyền sử dụng đất khi giấy chứng nhận quyền sử dụng đất bị thu hồi, hủy bỏ là án lệ công bố thứ 36 thuộc lĩnh vực kinh doanh thương mại của Tòa án nhân dân tối cao tại Việt Nam, được Hội đồng Thẩm phán Tòa án nhân dân tối cao thông qua, Chánh án Tối cao Nguyễn Hòa Bình ra quyết định công bố ngày 25 tháng 2 năm 2020, và có hiệu lực cho tòa án các cấp trong cả nước nghiên cứu, áp dụng trong xét xử từ ngày 15 tháng 4 năm 2020. Án lệ 36 dựa trên nguồn là Quyết định giám đốc thẩm số 05 ngày 18 tháng 5 năm 2018 của Hội đồng Thẩm phán Tòa án nhân dân tối cao về vụ án kinh doanh, thương mại tranh chấp hợp đồng tín dụng tại tỉnh Bà Rịa – Vũng Tàu, nội dung xoay quanh giấy chứng nhận quyền sử dụng đất bị thu hồi, hủy bỏ, và hiệu lực của hợp đồng thế chấp. Đây là án lệ do Phó giáo sư, Tiến sĩ Luật Đỗ Văn Đại, Thành viên Hội đồng tư vấn án lệ Việt Nam đề xuất.
Trong vụ việc, nguyên đơn là Ngân hàng Thương mại cổ phần V có giao kết hợp đồng tín dụng và hợp đồng thế chấp với bị đơn là vợ chồng Nguyễn Văn C, Vũ Thị T về việc cho vay tín dụng; bị đơn đã sử dụng một mảnh đất làm tài sản thế chấp. Bên cạnh đó, mảnh đất này là giao dịch giữa bị đơn và bên thứ ba. Trong thời gian thực hiện hợp đồng, khi mà bị đơn chưa hoàn tất việc trả nợ cả vốn lẫn lãi thì cơ quan địa phương trong thẩm quyền đã hủy bỏ giấy chứng nhận quyền sử dụng mảnh đất thế chấp của bị đơn. Từ đây, tranh chấp xảy ra về thu hồi nợ, hiệu lực hợp đồng thế chấp giữa ngân hàng và người vay. Vụ án cùng được chọn làm nguồn án lệ để xem xét hiệu lực của hợp đồng thế chấp quyền sử dụng đất khi giấy chứng nhận quyền sử dụng đất bị thu hồi, hủy bỏ, cùng lĩnh vực với án lệ 43/2021/AL.

## Tóm lược vụ án
Năm 2004, vợ chồng Nguyễn Văn C (gọi tắt: ông C) và Vũ Thị T (gọi tắt: bà T) tiến hành giao dịch dân sự về việc sang nhượng quyền sử dụng đất đối với mảnh đất diện tích 3.989,7 m² thuộc thửa đất số 12, tờ bản đồ số 05 xã Hòa Long, thị xã Bà Rịa, tỉnh Bà Rịa – Vũng Tàu. Năm 2010, Ngân hàng Thương mại cổ phần V (gọi tắt: Ngân hàng V) đã ký kết hợp đồng tín dụng với ông C, bà T về việc cho vay 900 triệu đồng. Thủ tục vay được tiến hành với các phụ lục và thỏa thuận lãi suất kèm theo, trong đó, ông C, bà T đã sử dụng mảnh đất được mua ở Hòa Long làm tài sản thế chấp, tiến hành đăng ký giao dịch bảo đảm tài sản thế chấp ở địa phương.
Trong khoảng thời gian tiếp theo, vợ chồng ông C, bà T thanh toán một phần nợ nhưng chưa hoàn thành việc trả lãi và nợ gốc thì một vấn đề quan trọng đã xảy ra khi Ủy ban nhân dân thị xã Bà Rịa ra quyết định thu hồi giấy chứng nhận quyền sử dụng đất ở mảnh đất Hòa Long của hai vợ chồng. Việc hủy bỏ giấy chứng nhận là bởi giấy tờ có những sai sót về thẩm định diện tích đất và thủ tục cấp. Giấy chứng nhận bị hủy nhưng ông C, bà T vẫn là người quản lý, sử dụng mảnh đất này. Sau đó, vợ chồng đã khởi kiện vụ án hành chính đối với quyết định hủy giấy chứng nhận này, nhưng đều bị Tòa sơ thẩm, phúc thẩm bác bỏ. Từ đây, khúc mắc xảy ra liên quan đến tài sản bảo đảm được sử dụng để thế chấp, nguyên đơn, Ngân hàng V đã đệ đơn khởi kiện bị đơn, ông C và bà T lên Tòa án nhân dân tỉnh Bà Rịa – Vũng Tàu, đề nghị Chi cục Thi hành án dân sự thành phố Bà Rịa ưu tiên phát mại thanh toán mảnh đất Hòa Long cho ngân hàng.

## Xét xử các giai đoạn

### Trình bày của các bên

#### Nguyên đơn
Ngày 18 tháng 5 năm 2011, Ngân hàng V chi nhánh Bà Rịa đã đệ đơn khởi kiện vợ chồng ông C, bà T. Tòa án nhân dân tỉnh Bà Rịa – Vũng Tàu đã thụ lý vụ án và giải quyết tranh chấp. Tại đơn khởi kiện và trong quá trình tố tụng, Ngân hàng V khai rằng: ngày 22 tháng 3 năm 2010, Ngân hàng V ký kết hợp đồng tín dụng với ông C, bà T. Theo đó, Ngân hàng V cho ông C, bà T vay 900 triệu đồng, lãi suất trong hạn 12%/năm; lãi suất quá hạn bằng 150% lãi suất trong hạn; thời hạn vay 12 tháng. Để bảo đảm cho khoản vay thì ông C, bà T đã thế chấp tài sản là quyền sử dụng thửa đất diện tích 3.989,7 m² tại xã Hòa Long, thị xã Bà Rịa, tỉnh Bà Rịa – Vũng Tàu, theo hợp đồng thế chấp ký ngày 18 tháng 3 năm 2010. Giao dịch bảo đảm đã được đăng ký tại Văn phòng đăng ký quyền sử dụng đất thị xã Bà Rịa ngày 19 tháng 3 năm 2010.
Ngân hàng V trình bày cụ thể vấn đề rằng: sau khi vay tiền, bị đơn là ông C, bà T không thực hiện nghĩa vụ thanh toán đối với ngân hàng. Vì vậy, trong thời gian đó, nguyên đơn đã yêu cầu bị đơn trả toàn bộ số nợ 1.449.537.500 đồng, trong đó 900 triệu đồng tiền gốc và 549.537.500 đồng tiền lãi tạm tính đến ngày 17 tháng 7 năm 2013, và lãi phát sinh đến ngày trả nợ. Trong quá trình hợp đồng thế chấp đang có hiệu lực thì Uỷ ban nhân dân thị xã Bà Rịa ban hành quyết định thu hồi Giấy chứng nhận quyền sử dụng đất nêu trên của bị đơn. Tuy nhiên, nguyên đơn xác định dù giấy chứng nhận quyền sử dụng đất không còn nhưng quyền sử dụng diện tích 2.400 m² đất mà ông C, bà T nhận chuyển nhượng trước đây (sau khi điều chỉnh theo thực tế) đã hoàn thành nên vẫn có giá trị bảo đảm cho khoản vay của bị đơn. Ngân hàng V đề nghị Chi cục Thi hành án dân sự thành phố Bà Rịa ưu tiên phát mại thanh toán cho nguyên đơn.

#### Bị đơn
Bị đơn là Nguyễn Văn C trình bày: ông xác nhận các thông tin về hợp đồng tín dụng và hợp đồng thế chấp như nguyên đơn là Ngân hàng V trình bày là đúng. Sau khi vay, ông đã thanh toán cho Ngân hàng V một phần nợ lãi là 122,775 triệu đồng, chưa thanh toán tiền gốc và ông đồng ý với yêu cầu khởi kiện của nguyên đơn. Ông và bà T đã khởi kiện vụ án hành chính đối với quyết định hủy giấy chứng nhận quyền sử dụng đất của Uỷ ban nhân dân thị xã Bà Rịa. Tuy nhiên, Tòa án cấp sơ thẩm và Tòa án cấp phúc thẩm đều không chấp nhận yêu cầu của ông, bà nên ông đề nghị Tòa án giải quyết theo quy định của pháp luật vì tài sản bảo đảm hiện nay không còn.

### Phán quyết

#### Sơ thẩm
Ngày 10 tháng 12 năm 2013, tại số 539 đường Phạm Văn Đồng, phường Phước Trung, thành phố Bà Rịa, phiên xét xử sơ thẩm ra phán quyết sau nhiều phiên đã diễn ra. Tòa án nhân dân tỉnh Bà Rịa – Vũng Tàu đã quyết định: buộc bị đơn Nguyễn Văn C và Vũ Thị T phải trả cho Ngân hàng V – Chi nhánh Bà Rịa số tiền 1.449.537.500 đồng, trong đó 900 triệu đồng tiền gốc và tiền lãi là 549.537.500 đồng. Tuyên bố hợp đồng thế chấp số được ký kết giữa hai bên về việc thế chấp diện tích đất 3.989,7 m² thuộc thửa đất tại xã Hòa Long theo giấy chứng nhận quyền sử dụng đất do Ủy ban nhân dân thị xã Bà Rịa (nay là Ủy ban nhân dân thành phố Bà Rịa) đứng tên bị đơn là vô hiệu. Do đó, không có giá trị đảm bảo việc thanh toán nợ cho hợp đồng tín dụng của hai bên. Theo phán quyết này, nguyên đơn được tuyên thắng kiện, tuy nhiên vấn đề không được giải quyết khi hợp đồng thế chấp được tuyên vô hiệu, không thể tiến hành phát mại mảnh đất để trả nợ ngân hàng.

#### Phúc thẩm
Ngày 23 tháng 12 năm 2013, sau phiên sơ thẩm, Ngân hàng V không nhất trí với phán quyết của Tòa nên đã có đơn kháng cáo gửi Tòa Phúc thẩm Tòa án nhân dân tối cao tại Thành phố Hồ Chí Minh. Gần tám tháng sau, ngày 15 tháng 8 năm 2013, tại trụ sở số 124 đường Nam Kỳ Khởi Nghĩa, phường Bến Nghé, Quận 1, Thành phố Hồ Chí Minh, phiên phúc thẩm ra quyết định sửa bản án sơ thẩm như sau: Tòa Phúc thẩm không chấp nhận yêu cầu kháng cáo của Ngân hàng V; giữ nguyên bản án kinh doanh thương mại sơ thẩm của Tòa án nhân dân tỉnh Bà Rịa – Vũng Tàu; giữ nguyên phán quyết buộc bị đơn hoàn trả tiền vay và lãi, tuyên bố hợp đồng thế chấp vô hiệu. Các quyết định khác của bản án sơ thẩm không bị kháng cáo, kháng nghị đã có hiệu lực pháp luật, kể từ ngày hết thời hạn kháng cáo, kháng nghị.

### Kháng nghị
Sau khi xét xử phúc thẩm, Ngân hàng V có đơn đề nghị xem xét theo thủ tục giám đốc thẩm đối với bản án phúc thẩm nêu trên. Ngày 15 tháng 8 năm 2014, Chánh án Tòa án nhân dân tối cao Trương Hòa Bình kháng nghị một phần bản án kinh doanh, thương mại phúc thẩm của Tòa Phúc thẩm Tòa án nhân dân tối cao tại thành phố Hồ Chí Minh, cụ thể về phần tuyên bố hợp đồng thế chấp vô hiệu; đề nghị Hội đồng Thẩm phán Tòa án nhân dân tối cao xét xử giám đốc thẩm hủy một phần bản án kinh doanh thương mại phúc thẩm nêu trên và hủy một phần bản án kinh doanh thương mại sơ thẩm của Toà án nhân dân tỉnh Bà Rịa – Vũng Tàu về phần tuyên bố hợp đồng thế chấp vô hiệu; giao hồ sơ vụ án cho Toà án nhân dân tỉnh Bà Rịa – Vũng Tàu xét xử sơ thẩm lại theo quy định của pháp luật.

## Giám đốc thẩm
Ngày 18 tháng 5 năm 2018, với yêu cầu kháng nghị của Chánh án Tối cao và sự nhất trí của Viện Kiểm sát, Hội đồng Thẩm phán tối cao đã mở phiên xét xử giám đốc thẩm tại trụ sở tòa ở số 48 đường Lý Thường Kiệt, quận Hoàn Kiếm, Hà Nội. Tại phiên tòa giám đốc thẩm, đại diện Viện kiểm sát nhân dân tối cao đề nghị Hội đồng Thẩm phán Tòa án nhân dân tối cao chấp nhận Kháng nghị của Chánh án nhân dân tối cao.

### Nhận định của tòa án
Nhận định của Hội đồng Thẩm phán Tòa án nhân dân tối cao, Quyết định 05/2018/KDTM-GĐT.
Trong phiên giám đốc thẩm, Hội đồng Thẩm phán có những nhận định về vụ án. Nguyên đơn và bị đơn cùng xác nhận giữa hai bên có ký kết hợp đồng tín dụng và hợp đồng thế chấp năm 2010. Tài sản thế chấp là diện tích đất 3.989,7 m² thuộc thửa đất số 12, tờ bản đồ số 05 xã Hòa Long, theo Giấy chứng nhận quyền sử dụng đất do Ủy ban nhân dân thị xã Bà Rịa cấp, đứng tên vợ chồng bị đơn. Tài sản được đăng ký giao dịch bảo đảm tại Văn phòng đăng ký quyền sử dụng đất thị xã Bà Rịa. Theo quy định của pháp luật dựa trên Bộ luật Dân sự, nghị định Chính phủ về giao dịch bảo đảm, việc thế chấp quyền sử dụng đất nêu trên là đúng quy định của pháp luật. Ngày 31 tháng 8 năm 2011, Ủy ban nhân dân thị xã Bà Rịa đã ban hành quyết định về việc thu hồi, hủy bỏ giấy chứng nhận quyền sử dụng đất này. Việc thu hồi, hủy bỏ giấy chứng nhận quyền sử dụng đất nêu trên do có sai sót về diện tích đất và trình tự, thủ tục cấp giấy chứng nhận cho vợ chồng bị đơn.
Năm 2017, Chi nhánh Văn phòng đăng ký đất đai thành phố Bà Rịa gửi công văn xác định: sau khi Ủy ban nhân dân thị xã Bà Rịa ban hành quyết định việc thu hồi, hủy bỏ giấy chứng nhận quyền sử dụng đất ở Hòa Long, và bản án hành chính phúc thẩm của có liên quan tới vụ án này của Tòa án nhân dân tỉnh Bà Rịa – Vũng Tàu có hiệu lực pháp luật thì Chi cục Thi hành án dân sự thành phố Bà Rịa đã có các quyết định thi hành án theo các bản án dân sự đã có hiệu lực pháp luật mà người liên quan là Trần Thị Ngọc H (người đứng tên trên giấy chứng nhận quyền sử dụng mảnh đất ở Hòa Long) có nghĩa vụ phải thi hành. Theo đó, Chi cục Thi hành án đã tổ chức bán đấu giá tài sản diện tích 2.741,1 m² đất thuộc thửa 386 tờ bản đồ số 05 xã Hòa Long. Bùi Văn C1 là người trúng đấu giá quyền sử dụng diện tích đất này. Ngày 14 tháng 3 năm 2016, Ủy ban nhân dân thành phố Bà Rịa đã cấp giấy chứng nhận quyền sử dụng đất cho người trúng đấu giá. Do vậy, để bảo đảm quyền và nghĩa vụ của các đương sự, khi giải quyết lại vụ án, Tòa án cấp sơ thẩm cần phải căn cứ quy định pháp luật để đưa Chi cục Thi hành án dân sự thành phố Bà Rịa, người liên quan là Trần Thị Ngọc H (người đứng tên cũ), Bùi Văn C1 (người đứng tên hiện tại) và Ủy ban nhân dân thành phố Bà Rịa vào tham gia tố tụng với tư cách là người có quyền lợi, nghĩa vụ liên quan mới giải quyết toàn diện và triệt để vụ án.

### Quyết định
Từ nhận định này, Hội đồng Thẩm phán Tòa án nhân dân tối cao ra quyết định: chấp nhận quyết định kháng nghị giám đốc thẩm của Chánh án Tòa án nhân dân tối cao; hủy một phần bản án kinh doanh thương mại phúc thẩm củ Tòa Phúc thẩm Tòa án nhân dân tối cao tại thành phố Hồ Chí Minh và hủy một phần bản án kinh doanh thương mại sơ thẩm của Tòa án nhân dân tỉnh Bà Rịa – Vũng Tàu đối với vụ án tranh chấp hợp đồng tín dụng giữa nguyên đơn là Ngân hàng V với bị đơn là ông Nguyễn Văn C, bà Vũ Thị T, về phần tuyên bố hợp đồng thế chấp vô hiệu. Hội đồng Thẩm phán giao hồ sơ vụ án cho Tòa án nhân dân tỉnh Bà Rịa – Vũng Tàu xét xử lại theo thủ tục sơ thẩm, đúng quy định của pháp luật.